# Parafia Najświętszego Zbawiciela w Szczecinie
Parafia pod wezwaniem Najświętszego Zbawiciela w Szczecinie – parafia rzymskokatolicka należąca do dekanatu Szczecin-Niebuszewo, archidiecezji szczecińsko-kamieńskiej, metropolii szczecińsko-kamieńskiej. Jedna z parafii rzymskokatolickich w Szczecinie. Została erygowana w 1946. Siedziba parafii mieści się przy ulicy Barnima, kościół parafialny przy ul. Słowackiego.

## Proboszczowie
Proboszczowie po 1945:
- ks. Władysław Nowicki[1] – przystosował świątynię do kultu katolickiego
- ks. Maciej Szałagan[1] – przy pomocy artystki malarki Janiny Spychalskiej wyposażył świątynię w mozaikową nadstawę w prezbiterium oraz w nawach bocznych. Obok kościoła, po 1972 r. wzniesiona została plebania wzorowana na plebanii przy ul. Królowej Korony Polskiej. Zmarł w tym kościele 9 lutego 1979 r.
- ks. Henryk Świerkowski (od 1980)[1]
- ks. Wincenty Jankowski (od 1990)[1]
- ks.  Tomasz Stroynowski (od 2014)[2]